# Torre di Ligny
Torre di Ligny – wieża strażnicza zbudowana w 1671 roku. Pełniła rolę umocnienia linii obrony wybrzeża miasta Trapani. Dzięki swojej strategicznej lokalizacji pozwalała na kontrolowanie morza Śródziemnego oraz Tyrreńskiego.

## Historia
W XVI w. i XVII w. region Sycylii był narażony na ataki piratów berberyjskich oraz tureckich. Do obrony przed nimi, na rozkaz wicekróla Sycylii, w roku 1671 rozpoczęto budowę wieży obronnej, którą ukończono rok później. Do roku 1862 pełniła funkcję obronną. Podczas II Wojny Światowej była wykorzystana do obrony przeciwlotniczej. W 1979 roku odrestaurowano ją , a od 1983 roku jest siedzibą muzeum.

## Konstrukcja
Wieża ma kształt kwadratowej, lekko stożkowatej bryły. Znajdują się tam otwory strzelnicze skierowany na cztery strony świata. Budynek składa się z dwóch kondygnacji. . Na wieży znajdowały się 4 stanowiska wartownicze. Wieża była także oświetlona i mogła pełnić funkcję latarni morskiej.